# Бухарін Костянтин Іванович
Костянтин Іванович Бухарін (нар. 1888, місто Рибінськ Ярославської губернії, тепер Ярославської області, Російська Федерація — розстріляний 8 серпня 1938, місто Свердловськ, тепер місто Єкатеринбург, Російська Федерація) — радянський державний і партійний діяч, відповідальний секретар Костромського губернського комітету ВКП(б). Член Комісії партійного контролю при ЦК ВКП(б) у 1934—1938 роках.

## Життєпис
Народився в родині кочегара на залізниці. У 1901 році Костянтин Бухарін почав працював робітником на залізниці, але незабаром був звільнений. У 1902 році закінчив Рибінське вище початкове міське училище.
У вересні 1902 — лютому 1903 року — хлопчик у конторі нотаріуса в Рибінську.
У березні 1903 — січні 1908 року — наклейник на товарній станції Московсько-Віндаво-Рибінської залізниці в Рибінську. Працював також в канцелярії, виконуючи обов'язки писаря і рахівника.
Член РСДРП(б) з листопада 1904 року.
Брав активну участь у подіях Першої російської революції в Рибінську. У 1906 році заарештований, але незабаром звільнений. У січні 1908 року заарештований, до січня 1909 року перебував в ув'язненні в Ярославлі, потім відпущений під нагляд поліції.
З лютого 1909 по грудень 1912 року проживав у Рибінську, був безробітним, перебував на тимчасовій роботі, займався регістраторством, публікувався в місцевих газетах. У 1912 році переїхав спочатку до Санкт-Петербурга, а потім до Москви.
У грудні 1912 — липні 1914 року — обліковець-контролер книжкового складу Панафідіної в Москві. У 1914 році закінчив 4-й семестр середньої школи Московського міського народного університету імені Шанявського.
У липні 1914 — червні 1917 року — рядовий команди видужуючих російської армії Московського гарнізону.
У березні 1917 року обраний депутатом Московської ради робітничих і солдатських депутатів. У червні 1917 року направлений в місто Рибінськ для ведення більшовицької партійної роботи. З червня 1917 року — голова Рибінського комітету РСДРП(б) Ярославської губернії.
У вересні 1917 — вересні 1918 року — завідувач міського відділу Рибінської міської ради, товариш міського голови міста Рибінська.
У вересні 1918 — січні 1919 року — завідувач позашкільного підвідділу Рибінського повітового відділу народної освіти Ярославської губернії, редактор рибінської міської газети «Известия».
У січні 1919 — лютому 1921 року — голова Рибінського повітового комітету РКП(б) Ярославської губернії.
Одночасно, з лютого 1919 року — завідувач Рибінського повітового відділу народної освіти, заступник голови виконавчого комітету Рибінської повітової ради Ярославської губернії.
З липня 1919 року — голова виконавчого комітету Рибінської повітової ради Ярославської губернії, редактор рибінської газети «Призыв».
У лютому — грудні 1921 року — голова виконавчого комітету Рибінської губернської ради.
У грудні 1921 — 1923 року — завідувач агітаційно-пропагандистського відділу Воронезького губернського комітету РКП(б); заступник голови виконавчого комітету Воронезької губернської ради, завідувач Воронезького губернського відділу управління, голова Воронезької міської ради.
У 1923 — березні 1924 року — заступник секретаря Ярославського губернського комітету РКП(б), завідувач агітаційно-пропагандистського відділу Ярославського губернського комітету РКП(б).
У березні 1924 — квітні 1927 року — відповідальний секретар Костромського губернського комітету РКП(б) (ВКП(б)).
У квітні 1927 — травні 1929 року — відповідальний секретар ЦК Спілки працівників освіти в Москві.
У травні 1929 — вересні 1930 року — завідувач торгового відділу Ставропольського окружного комітету ВКП(б).
У вересні 1930 — вересні 1931 року — слухач курсів марксизму-ленінізму при ЦК ВКП(б), закінчив перший курс.
У вересні 1931 — лютому 1932 року — голова Краснопресненської районної контрольної комісії ВКП(б) — робітничо-селянської інспекції міста Москви.
У березні 1932 — квітні 1934 року — 1-й секретар Краснопресненського районного комітету ВКП(б) міста Москви.
У квітні 1934 — квітні 1935 року — керівник комунально-житлової групи Комісії партійного контролю при ЦК ВКП(б).
У квітні 1935 — січні 1938 року — уповноважений Комісії партійного контролю при ЦК ВКП(б) по Свердловській області.
22 січня 1938 року заарештований органами НКВС у місті Свердловську. Засуджений Воєнною колегією Верховного суду СРСР 8 серпня 1938 року до страти, розстріляний того ж дня.
25 січня 1956 року реабілітований, 24 квітня 1956 року посмертно відновлений у партії.